# Teresa Cameselle
María Teresa Cameselle Rodríguez (Mugardos, La Coruña, 1968) es una escritora española especializada en novela romántica y narrativa histórica.

## Biografía
Comenzó su carrera con la participación en certámenes de relatos, con los que alcanzó algún galardón y la publicación en antologías. En 2008 fue finalista en el Premio de Novela de La Voz de Galicia. También en 2008 ganó el Premio Talismán de Novela Romántica con su primera novela larga, La hija del cónsul, que se publicó el mismo año. 
Su relación profesional con la literatura también la lleva a impartir talleres, organiza clubes de lectura, y actualmente ofrece un Curso de Novela Romántica en la Asociación de Escritores Noveles. Ha sido ponente en distintos congresos y eventos literarios.
Tras doce novelas publicadas, ha recibido en 2020 el Galardón Letras del Mediterráneo de la Diputación de Castelló por su trayectoria en la novela romántica.

## Premios
- 2008 Premio Talismán a su novela La hija del cónsul
- 2014 Premio Dama a su novela No soy la Bella Durmiente
- 2015 Premio Vergara a su novela Quimera
- 2020 Galardón Letras del Mediterráneo